# North Ice
North Ice var en forskningsstation under den britiske North Greenland Expedition (1952 til 1954) på Grønlands indlandsis. Stationens koordinater var 78°04′N 38°29′V / 78.067°N 38.483°V, i en højde af 2.341 meter over havets overflade. Den britiske Nordgrønlands Ekspedition havde sin hovedbaselejr i Britannia Sø, Dronning Louise Land.Den blev ledet af kommandør James Simpson (1911-2002). Stationen registrerede en temperatur på -66,1 °C (-87,0 °F) den 9. januar 1954, hvilket gjorde den til den laveste temperatur nogensinde registreret i Nordamerika indtil da. Den blev afløst af en observation på -69,6 °C (-93,3 °F) på Grønlands idlandsis den 22. december 1991.Stationens navn står i kontrast til den tidligere britiske sydisstation på Antarktis.